# Międzynarodowy Festiwal Teatrów Lalek „Spotkania”
Międzynarodowy Festiwal Teatrów Lalek „Spotkania” (do 2007 roku Międzynarodowe Toruńskie Spotkania Teatrów Lalek) – jeden z najstarszych polskich festiwali lalkarskich, odbywający się od 1994 roku w Toruniu. Jego organizatorem jest Teatr Baj Pomorski. Festiwal uchodzi za jeden z najważniejszych międzynarodowych festiwali odbywających się w Toruniu. Założycielem festiwalu jest Czesław Sieńko.
Festiwal trwa tydzień, otwiera go teatralna parada maszerująca po ulicach Torunia. Każdego dnia przed południem prezentowane są spektakle dla dzieci, a wieczorem dla osób dorosłych. Przedstawienia są oceniane przez trzy składy jury: dziecięcy, profesjonalny oraz Sekcji Teatrów Lalkowych ZASP. Wszystkie składy przyznają swoją nagrodę (Sekcja Teatrów Lalkowych ZASP: Nagrodę im. Jana Wilkowskiego). Jury profesjonalne nagradza tylko jeden zespół, pozostałym przyznając wyróżnienia. W ramach festiwalu odbywają się również Akcja Animacja (studenckie pokazy sztuk wideo i animacji), przedstawienia studenckich szkół teatralnych, a także Przegląd Twórczości Teatralnej Osób Niepełnosprawnych.
Na przestrzeni lat festiwalu prezentowały się zespoły m.in. z Polski, Niemiec, Czech, Hiszpanii, Słowacji, Rosji i Grecji. W 2008 roku zmieniono nazwę festiwalu oraz opracowano nowe logo. 29. edycja z 2023 roku została połączona z obchodami 35-lecia współpracy Torunia z Lejdą. Pierwszego dnia wydarzenia podczas pochodu na placu 4 czerwca wkopano drzewo lejdeńskie. W dniach 19-28 października 2024 roku odbywała się 30. edycja festiwalu.